# This Day
This Day est un quotidien nigérian. Il appartient à la société Leaders & Company Ltd, et est paru pour la première fois en janvier 1995.

## Description
Il a son siège à Apapa, Lagos. En 2005, il a un tirage de 100 000 exemplaires et un chiffre d'affaires annuel de 35 million $ (US). Il dispose de deux imprimeries, à Lagos et Abuja. Il a été  remarqué pour avoir utilisé l'impression en couleur dès son lancement, ce qui lui a permis de se distinguer des autres journaux existant au Nigeria.  L'entreprise a également été controversée pour les retards de paiement de ses salariés et fournisseurs.

## Histoire
Le journal est paru pour la première fois le 22 janvier 1995, sous un régime de dictature militaire, marqué par la résistance de la presse, l'interdiction temporaire ou définitive de certains titres et l'éclosion de nouveaux journaux. Le retour à la démocratie, au Nigeria, après 1998, facilite son développement, et sa croissance.
En novembre 2002, un article du quotidien provoque des émeutes et des affrontements entre chrétiens et musulmans, avec plus de 200 morts et de nombreux blessés. L'article, consacré à l'arrivée des candidates du concours Miss Monde à Lagos, sujet a priori anodin, est en effet jugée blasphématoire par une partie de la communauté musulmane, la journaliste, Isioma Daniel, concluant son papier en affirmant que le prophète Mahomet aurait pu prendre pour épouse une de ces jeunes femmes concourant. La journaliste a démissionné et quitté le pays,. This Day a présenté des excuses, acceptées par le Conseil national musulman. Mais ceci n'a pas suffi. Le gouverneur adjoint du Zamfara, premier des douze États nigérians du nord à avoir introduit la charia depuis le retour de la démocratie, a proclamé une fatwa contre Isioma Daniel : « Comme pour Salman Rushdie, le sang d'Isioma Daniel peut être versé. »  Le gouvernement fédéral du Nigeria a rejeté comme « nulle et non avenue » cette fatwa. Le concours n'a pas pu se tenir au Nigeria et les 90 candidatures ont été rapatriées à Londres, où il s'est finalement tenu. C'est une musulmane d'origine turque, Azra Akin, qui a été sacrée Miss Monde cette année-là.
En 2012, un double attentat, contre l'imprimerie et deux bureaux du quotidien, à Abuja et à Kaduna, a été perpétré par le groupe islamiste Boko Haram.